# Новопетровский (Пензенская область)
Новопетровский — посёлок в Башмаковском районе Пензенской области России. Входил в состав Сосновского сельсовета. С 15 мая 2019 года в составе Знаменского сельсовета.

## География
Расположен 16 км к северу от центра сельсовета села Сосновка, на реке Малая Ушинка.

## Население
| 2010 |
| ---- |
| 0    |

## История
Основан в 1920-е годы, как выселок села Старая Петровка Вадинского района. В середине 1950-х посёлок бригада колхоза имени Фрунзе.